# Ezüsttükörpróba

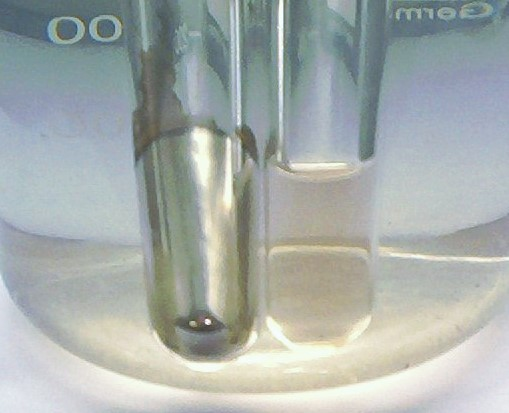
Tollens-próba: balra pozitív (ezüsttükör a kémcső falán), jobbra negatív

Az ezüsttükörpróba vagy Tollens-próba elsősorban arra használható, hogy egy karbonilvegyületről eldöntsük: aldehid- vagy ketonjellegű-e. Ezüsttükörpróbának azért nevezik, mert pozitív próba esetén a fémezüstté redukálódó ezüst(I)-ionok vékony tükröző felületet képezve rakódnak ki a kémcső falára. Tollens-próbának kidolgozója, Bernhard Tollens német vegyész után nevezték el.

## Kísérlet formalinnal
A formalin a formaldehid 40%-os vizes oldata. Fél kémcsőnyi 0,1 mol/dm³ koncentrációjú ezüst-nitrát-oldatba cseppentsünk annyi 2 mol/dm³ koncentrációjú ammóniaoldatot, amennyitől a kezdetben kiváló sárgásbarna csapadék éppen feloldódik. Az így létrejött oldathoz öntsünk kb. 1 cm³ formalint, majd a kémcsövet helyezzük 80-90 °C-os vízfürdőbe. Azt tapasztaljuk, hogy a kémcső falán tükröző ezüstbevonat alakul ki.
{\displaystyle \mathrm {2\ Ag^{+}+2\ OH^{-}+HCHO=2\ Ag+HCOOH+H_{2}O} }[forrás?]
Monoszacharid kimutatása ezüsttükörpróbával: tiszta kémcsőbe öntsünk 4 cm³ ezüst-nitrát-oldatot, majd adjunk hozzá annyi ammóniaoldatot, hogy a képződő csapadék éppen feloldódjon. Ezután adjunk az oldathoz kevés szőlőcukoroldatot, és a folyadékot óvatosan melegítsük fel. A kémcső falán ezüstszínű csapadék képződik.

## A folyamat részletesen
Az ezüst-nitrát és a nátrium-hidroxid vizes közegben disszociál a következő módon:
{\displaystyle {\ce {AgNO3 <=> Ag+ + NO3-}}}
{\displaystyle {\ce {NaOH <=> Na+ +OH-}}}
A két vegyület vizes közegben reagál, ezüst-hidroxid-csapadék és nátrium-nitrát keletkezik.
{\displaystyle {\ce {AgNO3 + NaOH -> AgOH + NaNO3}}}
Néhány ezüst-hidroxid molekula ezüst(I)-oxiddá alakul víz kilépése során.
{\displaystyle {\ce {2AgOH -> Ag2O + H2O}}}
Az így keletkező ezüst(I)-oxid-csapadék az ammóniával komplexet alkot: pozitív töltésű ezüst-diamin-ion keletkezik:
{\displaystyle {\ce {Ag2O + 4NH3 + H2O -> 2[Ag(NH3)2]OH}}}
A komplexből kilépő ezüst- és hidroxidion reagál bármely aldehiddal ezüst kiválása során.
{\displaystyle {\ce {R-CHO + 2Ag+ + 2OH- -> 2Ag + H2O + R-COOH}}}

## Hangyasav és formaldehid
A hangyasav a többi karbonsavtól eltérően redukáló tulajdonságú, mert molekulájában megtalálható az aldehidekre jellemző funkciós csoport, a formilcsoport. Ezért adja az aldehidekre jellemző ezüsttükörpróbát:
{\displaystyle {\ce {HCOOH + 2Ag+ + 2OH- = CO2 + 2Ag + 2H2O}}}
A víz és a szén-dioxid a szénsav bomlása során keletkezik.
{\displaystyle {\ce {H2CO3 <=> H2O + CO2}}}
Mivel a formaldehid ezüsttükörpróbája során keletkező hangyasav tovább oxidálódik szén-dioxiddá, így a formaldehid kétszeres anyagmennyiségű ezüstöt választ le, mint a többi egyértékű aldehid.
{\displaystyle {\ce {HCOH + 4Ag+ + 4OH- = CO2 + 4Ag + 3H2O}}}